# Stylurus nobilis
Stylurus nobilis – gatunek ważki z rodziny gadziogłówkowatych (Gomphidae). Występuje w Chinach; stwierdzony w prowincji Ningxia w północnej części kraju.